# Umschulung
Unter Umschulung versteht man die Aus- bzw. Weiterbildung für eine andere als die vorher ausgeübte oder erlernte Tätigkeit. Kenntnisse und Erfahrungen aus der vorigen Tätigkeit erlauben oft eine Verkürzung der Ausbildung zum neuen Berufsbild gegenüber einem Anfänger. Zwar kann unter besonderen Voraussetzungen  auch jemand ohne vorherige Berufsausbildung an einer Umschulungsmaßnahme teilnehmen, es handelt sich dann dabei jedoch um eine Ausbildung.

## Abschluss als Chance
Die Umschulung ist eine Möglichkeit, sich für eine neue Arbeitstätigkeit zu qualifizieren, wenn der alte Beruf, beispielsweise aus gesundheitlichen Gründen, nicht mehr ausgeübt werden kann.
Eine Umschulung endet mit der Prüfung vor der zuständigen Kammer (Industrie- und Handelskammer, Handwerkskammer usw.). Sie führt so zum Beispiel zu einem anerkannten IHK-Berufsabschluss oder zu einem Gesellenbrief. Im allgemeinen Sprachgebrauch werden auch Lehrgänge oder Fortbildungen als Umschulung bezeichnet, die nicht zu einem anerkannten Berufsabschluss führen.
Die Dauer der Umschulung beträgt in der Regel zwei Jahre. Sie richtet sich nach der eigentlichen Ausbildungsdauer des jeweiligen Berufs, wird jedoch aufgrund der beruflichen Vorausbildung des Umschülers um ein Drittel der Ausbildungszeit gekürzt. Meistens haben die kaufmännischen Ausbildungen eine Ausbildungszeit von 3 Jahren (ab 21 Monate Umschulungszeit) und die technischen Berufe 3,5 Jahre (bis 28 Monate Umschulungszeit). Siehe hierzu auch § 180 Abs. 4 SGB III und ergänzend §§ 42e-42l HwO:

„(4) Die Dauer einer Vollzeitmaßnahme, die zu einem Abschluss in einem allgemein anerkannten Ausbildungsberuf führt, ist angemessen im Sinne des § 179 Absatz 1 Satz 1 Nummer 3, wenn sie gegenüber einer entsprechenden Berufsausbildung um mindestens ein Drittel der Ausbildungszeit verkürzt ist. Ist eine Verkürzung um mindestens ein Drittel der Ausbildungszeit auf Grund bundes- oder landesgesetzlicher Regelungen ausgeschlossen, so ist ein Maßnahmeteil von bis zu zwei Dritteln nur förderungsfähig, wenn bereits zu Beginn der Maßnahme die Finanzierung für die gesamte Dauer der Maßnahme auf Grund bundes- oder landesrechtlicher Regelungen gesichert ist. Abweichend von Satz 1 ist die Dauer einer Vollzeitmaßnahme der beruflichen Weiterbildung auch dann angemessen, wenn sie nach dem Pflegeberufegesetz nicht um mindestens ein Drittel verkürzt werden kann; insoweit ist Satz 2 nicht anzuwenden.“

## Hintergrund
Eine Umschulung wird dem Bereich der beruflichen Weiterbildung zugeordnet, damit also der Erwachsenen- und Weiterbildung. Zu beachten ist hierbei, dass diese Begriffsverwendung sich von der Begriffsverwendung im § 1 Berufsbildungsgesetz mit der Einteilung in berufliche Fortbildung und (außerberufliche) Weiterbildung unterscheidet.
Auf dem Arbeitsmarkt ergeben sich im ständigen Strukturwandel ein sich verändernder Bedarf und andere Anforderungen an die Ausbildung der benötigten Arbeitnehmer.
In Deutschland werden Umschulungen häufig von der öffentlichen Hand, meistens den regionalen Jobcentern und der Bundesagentur für Arbeit, manchmal auch der Bundeswehr, oder als Reha-Leistung (gesetzliche Unfallversicherung, Deutsche Rentenversicherung, Versicherungen usw.) finanziert.

## Gründe
Gründe für eine Umschulung sind unter anderem:
- eine längere Auszeit (Krankheit, Kindererziehung usw.), die einen Wiedereinstieg in den alten Beruf verhindert
- eine Berufskrankheit
- nicht mehr genügend Nachfrage im alten Beruf
- Unzufriedenheit mit dem alten Beruf
- technische Neuorientierung eines gesamten Berufes (zum Beispiel bei den Druckern)
- siehe hierzu auch § 81 Abs. 2 SGB III (bis 31. März 2012: 77 Abs. 2 SGB III):

„(2) Anerkannt wird die Notwendigkeit der Weiterbildung bei Arbeitnehmern wegen fehlenden Berufsabschlusses, wenn sie
1. über einen Berufsabschluss verfügen, jedoch auf Grund einer mehr als vier Jahre ausgeübten Beschäftigung in an- oder ungelernter Tätigkeit eine entsprechende Beschäftigung voraussichtlich nicht mehr ausüben können, oder
2. nicht über einen Berufsabschluss verfügen, für den nach bundes- oder landesrechtlichen Vorschriften eine Ausbildungsdauer von mindestens zwei Jahren festgelegt ist. Arbeitnehmer ohne Berufsabschluss, die noch nicht drei Jahre beruflich tätig gewesen sind, können nur gefördert werden, wenn eine berufliche Ausbildung oder eine berufsvorbereitende Bildungsmaßnahme aus in der Person des Arbeitnehmers liegenden Gründen nicht möglich oder nicht zumutbar ist.“

## Ausbildungsorte und -angebote
Je nach gewünschtem Beruf werden drei Formen der Umschulung unterschieden:
1. Betriebliche Umschulung
Dies ist eine Umschulung nach dem Berufsbildungsgesetz (BBiG) (duales System). Die Umschulung wird wie eine Ausbildung in einem Ausbildungsbetrieb absolviert. Parallel zu der betrieblichen Tätigkeit besuchen Umschüler den Berufsschulunterricht an einer staatlichen Schule vor Ort. Dieser Schulbesuch ist nicht verpflichtend, aber empfehlenswert. Der Lebensunterhalt wird in dieser Zeit entweder durch die Ausbildungsvergütung oder durch Unterhaltsleistungen des Leistungsträgers (Agentur für Arbeit, Rentenversicherung etc.) finanziert. Es entstehen keine weiteren Kosten.
2. Schulische Umschulung
Manche Berufe werden nicht betrieblich ausgebildet, sondern an Berufsfachschulen. Meistens sind Praktika Teil der Ausbildung. Schulen zahlen keine Ausbildungsvergütung, sondern kosten eher noch Schulgeld. Es sind also neben den Unterhaltskosten noch weitere Kosten abzudecken, die von einem Leistungsträger (Agentur für Arbeit, Rentenversicherung etc.) übernommen werden können.
3. Außerbetriebliche (Überbetriebliche) Umschulung bei einem Bildungsträger
Der Bildungsträger übernimmt die Funktion des Ausbildungsbetriebs. In Übungswerkstätten oder -firmen erlernen die Umschüler den Beruf. Praktika in Betrieben sind Bestandteil der überbetrieblichen Umschulung. Diese Bildungsträger, wie z. B. die Berufsförderungswerke (BFW), das Mitteldeutsche Institut (MIQR) oder das Institut für Berufliche Bildung (IBB AG), gibt es mit oder ohne Internatsunterbringung.

Die Bildungsträger erhalten für die Ausbildung eine Vergütung, die meistens mehrere hundert Euro im Monat beträgt. Es sind also neben den Unterhaltskosten noch weitere Kosten abzudecken, die von einem Leistungsträger (Agentur für Arbeit, Jobcenter, Rentenversicherung etc.) übernommen werden können.
Die Bundesagentur für Arbeit bietet in einer zentralen Datenbank Kursnet eine Vielzahl von geförderten Maßnahmen an. Regionale Weiterbildungsdatenbanken (wie zum Beispiel Berlin/Brandenburg und Mecklenburg-Vorpommern) ergänzen diese Angebote. In vielen Zeitungen finden sich an jedem Wochenende Angebote von zahllosen Bildungsinstituten, die Kurse für Umschüler anbieten. Bei den regionalen Jobcentern bzw. Arbeitsamt gibt es in der Regel Informationsmaterialien der örtlichen Bildungseinrichtungen.
Eine sehr gute Informationsquelle für viele Berufe ist die Datenbank Berufenet.

## Finanzierung
Der Teilnehmer muss ebenfalls förderwürdig sein. Über den sogenannten Bildungsgutschein werden diese Maßnahmen von Arbeitsagenturen und den Jobcentern finanziert. Früher richtete sich das zum Teil auch nach Region und Stadtteil des Wohnsitzes. Heute ist ein Wohnsitzwechsel nur noch ratsam, wenn das Budget des örtlichen Arbeitsamtes definitiv verbraucht ist.
Die Kosten für Umschulungen sind hoch. Geht man von Maßnahmekosten von 500 Euro monatlich und von Unterhaltskosten von 1000 Euro monatlich aus, kostet eine Umschulung z. B. 36.000 Euro. Diese Kosten wirken hoch – sind aber gering im Vergleich zu den staatlichen Unterhaltskosten für einen jahrelang nicht erwerbstätigen Arbeitnehmer.
Falls ein Leistungsträger die Zusage zur Finanzierung einer Umschulung ausspricht, wird er sämtliche anfallenden Kosten wie z. B. Unterhalt, Sozialversicherung, Fahrtkosten und gegebenenfalls Unterbringungskosten (wenn Schulungsort oder Praktikumsstelle weit auswärts liegen) übernehmen.

## Sozialversicherungspflicht und Arbeitslosengeld
Bei betrieblichen Umschulungen sind durch die Arbeitgeber Beiträge zur gesetzlichen Arbeitslosenversicherung abzuführen (hinsichtlich Verfahren und Höhe siehe den Artikel in den Weblinks). Dies gilt aber nur, wenn der Betrieb überhaupt Ausbildungsvergütung bezahlt. Daraus können nach Ende der Umschulungsmaßnahme neue Arbeitslosengeld-Ansprüche des Umschülers resultieren. Der Umschüler erlangt den Arbeitslosengeld-Anspruch jedoch auch, wenn sein Arbeitgeber keine Beiträge abgeführt hat.

## Rechtsgrundlagen
- Drittes Buch Sozialgesetzbuch
- Berufsbildungsgesetz
- ESF-Verordnung (Europäischer Sozialfonds)

## Weiterführende Literatur
- Elke Paschek: Umschulung zu nicht-traditionellen Berufen, VDM Saarbrücken 2011
- Elsa Schönberg: Der (Wieder-)Einstieg ins Berufsleben, Eigenverlag/Print on Demand: Norderstedt 2018.